# Caprifoliaceae
Las caprifoliáceas (Caprifoliaceae) son una familia de plantas dicotiledóneas perteneciente al orden Dipsacales.
También se la conoce como la familia de las madreselvas. Este clado agrupa unas 380 especies, en 10 géneros, con una extensa área de distribución; centros de diversidad se encuentran en el este de Norteamérica y este de Asia, mientras que se encuentran ausentes en el África tropical y en el sur de este continente.

## Descripción
Estas plantas son en su mayoría arbustos y enredaderas, raramente hierbas, incluyendo algunas plantas ornamentales de jardín en regiones templadas. Las hojas son mayormente opuestas sin estipulas, y pueden ser o perennifolios o caducifolios. Las flores son tubulares con forma de embudo o parecidas a campanas, normalmente con cinco lóbulos vueltos hacia fuera, y casi siempre con fragancia. Normalmente forman un pequeño cáliz de brácteas pequeñas. El fruto es en la mayoría de los casos una baya o una drupa. Los géneros, Diervilla y Weigela, tienen frutos en cápsula.

## Taxonomía
(con un número aproximado de especies).
La mayor parte del debate sobre la taxonomía de este grupo ha quedado solventada. 
La taxonomía evolutiva de este grupo incluye 
Diervilloideae
- Diervilla (Madreselva Arbustiva): 3 especies
- Weigela: 10 especies.

Heptacodioideae
- Heptacodium (flor de los siete hijos): 1 especie

Caprifolioideae
- Leycesteria: 6 especies
- Lonicera (Madreselva): 180 especies
- Symphoricarpos (Bayas de la nieve): 17 especies
- Triosteum: 6 especies

Linnaeoideae
- Abelia : 30 especies
- Dipelta: 4 especies
- Kolkwitzia (arbusto bello): 1 especies
- Linnaea: (flor gemela): 1 especies

Morinoideae
- Cryptothladia
- Morina

Dipsacoideae
- Acanthocalyx
- Pterocephalus
- Dipsacus
- Scabiosa

Triplostegioideae
- Triplostegia

Valerianoideae
- Patrinia
- Nardostachys
- Centranthus
- Plectritis
- Valeriana
- Valerianella
- Fedia

No durarán durante mucho tiempo incluidas en Caprifoliaceae
(consideradas por algunos autores como pertenecientes a una familia aparte Adoxaceae /Alseuosmiaceae)
- Alseuosmia: 8 especies
- Memecylanthus: 1 especies
- Periomphale: 2 especies

(consideradas por algunos autores como pertenecientes a una familia aparte Adoxaceae /Carlemanniaceae)
- Carlemannia: 3 especies
- Silvianthus: 2 especies.

## Usos
Las plantas pertenecientes a esta familia son normalmente plantas ornamentales, arbustos o parras, arbustos muy populares en los jardines, especialmente Lonicera. Unas pocas han llegado a ser plantas invasoras fuera de sus áreas nativas de distribución (tal como es el caso de Lonicera japonica). 